# La Calzada de Oropesa
La Calzada de Oropesa är en ort i Spanien.   Den ligger i provinsen Toledo och regionen Kastilien-La Mancha, i den centrala delen av landet, 150 km väster om huvudstaden Madrid. La Calzada de Oropesa ligger 354 meter över havet och antalet invånare är 592.
Terrängen runt La Calzada de Oropesa är huvudsakligen platt, men söderut är den kuperad. Runt La Calzada de Oropesa är det ganska glesbefolkat, med 25 invånare per kvadratkilometer. Närmaste större samhälle är Oropesa, 9,1 km öster om La Calzada de Oropesa. Trakten runt La Calzada de Oropesa består till största delen av jordbruksmark.